# Infraschall
Infraschall ist Schall, dessen Frequenz unterhalb der menschlichen Hörfläche, also unterhalb von 16 Hz liegt. Infraschall kommt überall in der natürlichen Umgebung vor, wird aber auch künstlich erzeugt, beispielsweise im Verkehrswesen oder durch technische Geräte.
Manche Tiere wie etwa Elefanten, Giraffen und Blauwale (im Wasser haben Infraschallwellen eine besonders hohe Reichweite) können Schall in einem Teil dieses Frequenzspektrums wahrnehmen und nutzen diese Laute wahrscheinlich auch zur Kommunikation. Besonders Infraschallwellen sehr tiefer Frequenz breiten sich gut über große Entfernungen aus.

## Physische und psychische Wirkung
Auch wenn Menschen Infraschall kaum ohne Hilfsmittel hören können, ist er bei hohem Schalldruck wahrnehmbar. Die Wahrnehmungsschwelle steigt mit sinkender Frequenz von etwa 90 dB bei 10 Hz auf über 120 dB bei 1 Hz. Wegen der unterschiedlichen Lage der Hörschwelle bei verschiedenen Menschen kann ein für manche unhörbarer tiefer Ton anderen Personen lästig erscheinen. Zusätzlich können insbesondere die tieffrequenten Vibrationen (Erschütterungen) bei hohem Schalldruck gefühlt werden.
Eine schädigende Wirkung auf Gehör, Gleichgewichtsorgane, Lunge oder innere Organe ist unterhalb eines Schalldruckpegels von 170 dB strittig, zumal die Schmerzgrenze individuell verschieden ist.
Auch unterhalb dieser extrem hohen Pegel sind, wie bei jeder Schalleinwirkung, psychische Auswirkungen (insbesondere Abnahme der Konzentrationsfähigkeit oder erhöhte Blutdruckwerte) möglich.
Dass Infraschall bei Menschen unbestimmte Angst hervorruft, wird immer wieder berichtet und ist im folgenden Abschnitt belegt.

### Infrasonic– Das 17-Hz-Infraschallexperiment
Am 31. Mai 2003 führte eine Gruppe von britischen Wissenschaftlern um Richard Wiseman ein Massenexperiment durch, bei dem sie 700 Menschen mit Musik beschallten. Diese war mit einer 17-Hz-Sinusschwingung von 90 dB angereichert und von einem Subwoofer mit einer Langhubmembran erzeugt. Dies entspricht in etwa der 10.000-fachen Schallintensität im Umkreis einer Windkraftanlage und liegt auch deutlich über der menschlichen Wahrnehmbarkeitsschwelle, die bei dieser Frequenz bei 77 dB liegt. Durch die laute Musik wurde die Wahrnehmbarkeit abgemildert, wobei dennoch viele Teilnehmer den Infraschall erkennen konnten. Der Subwoofer wurde in einer sieben Meter langen Kunststoffröhre, wie sie im Kanalisationsbau verwendet wird, so aufgestellt, dass er die Gesamtlänge der Röhre im Verhältnis 1:2 teilte. Das experimentelle Konzert (mit dem Titel Infrasonic), aufgeführt in der Londoner Konzerthalle Purcell Room, bestand aus zwei Aufführungen mit je vier Musikstücken. Je zwei der Musikstücke waren mit dem beschriebenen 17-Hz-Ton unterlegt. Um die Testresultate von den Musikstücken unabhängig zu machen, wurde der 17-Hz-Ton in der zweiten Aufführung gerade unter diejenigen zwei Stücke gelegt, die in der ersten Aufführung frei davon waren. Den Teilnehmern wurde nicht mitgeteilt, welche der Stücke den Ton enthielten. Wurde der Ton gespielt, berichtete eine Zahl von Befragten (22 %) von Beklemmung, Unbehagen, extremer Traurigkeit, Reizbarkeit verbunden mit Übelkeit oder Furcht, einem „Kalt den Rücken runterlaufen“ und Druck auf der Brust. Jedoch ist nicht berichtet, welcher Anteil der Befragten diese Symptome in der Kontroll-Situation erlebten. Als diese Ergebnisse der British Association for the Advancement of Science präsentiert wurden, sagte einer der verantwortlichen Wissenschaftler: „Diese Ergebnisse legen nahe, dass Klänge niedriger Frequenz bei Menschen ungewöhnliche Erfahrungen auslösen können, selbst wenn sie Infraschall nicht bewusst wahrzunehmen vermögen.“

## Nachweis und Messung
Infraschall mit Frequenzen oberhalb von etwa 5 bis 10 Hz lässt sich bei Pegeln >20 dB mit normaler Messtechnik visualisieren. Starke Quellen von Infraschall mit sehr tiefen Frequenzen lassen sich häufig durch im Hörbereich liegende Oberwellen lokalisieren. Weniger starke Quellen erfordern jedoch spezielle Sensoren: Herkömmliche Mikrofone reichen aufgrund ihrer unteren Grenzfrequenz nicht in den Infraschallbereich für Frequenzen <5 Hz hinein, während übliche Drucksensoren für die meisten Anwendungen zu unempfindlich sind bzw. nicht genügend schnell reagieren (5 Hz erfordern eine Auflösung von weniger als 0,1 Sekunden). In der Regel wird der Bereich von 8 Hz bis etwa 40 Hz betrachtet.
Infraschallmessmethoden wurden beispielsweise auch entwickelt, um Atomwaffentests zu registrieren (siehe IMS-Überwachungsnetz).
Spezielle Geräte für Untersuchungen in der Erdatmosphäre sind Mikrobarometer. Sie unterscheiden sich von Barometern insofern, als sie durch eine Überströmöffnung vor Überlastung durch meteorologische Schwankungen des Luftdrucks geschützt sind. Dafür messen sie schnellere Druckänderungen ab 0,01 bis 0,1 Hz umso empfindlicher. Über sternförmig ausgelegte Schläuche werden mehrere Messpunkte kombiniert, um durch Mittelwertbildung Störungen zu kompensieren. Das funktioniert über Bereiche, die kleiner sind als die halbe Wellenlänge. Über größere Bereiche lassen sich Signale kombinieren, indem von der Einfallsrichtung abhängige Laufzeitunterschiede per elektronischer Datenverarbeitung berücksichtigt werden, siehe Phased-Array-Antenne.

### IMS-Überwachungsnetz
Im Rahmen der Überwachung des Kernwaffenteststopp-Vertrags (CTBT) soll ein weltweites, international betriebenes Netz von Stationen (IMS) dafür sorgen, dass keine nukleare Sprengung unter der Erde, unter Wasser, in der Erdatmosphäre oder im Weltraum unentdeckt bleibt. Zu diesem System sollen auch 60 Stationen zur Messung von Infraschall gehören. Die mit diesen Stationen gewonnenen Daten eröffnen ein neues Aufgaben- und Forschungsgebiet, dessen Schwerpunkt auf der Detektion, Lokalisierung und Identifizierung von Infraschallquellen liegt.
Für die Bundesrepublik ist die Bundesanstalt für Geowissenschaften und Rohstoffe (BGR) für den Betrieb von zwei dieser Infraschall-Messanlagen verantwortlich, die zu dem internationalen Überwachungsnetz gehören: Die IS26 im Bayerischen Wald und IS27 in der Antarktis in der Nähe der Polarforschungsstation Neumayer III.
Im Bayerischen Wald, nahe der Grenze zu Österreich und zur Tschechischen Republik, ging im Oktober 1999 die erste Messanlage (IS26) mit insgesamt fünf Stationen in Betrieb, die alle technischen Spezifikationen einer Infraschallstation des weltweiten Überwachungsnetzes erfüllt. Bei der Auswahl des Standorts wurde berücksichtigt, dass sich in diesem Gebiet bereits die aus 25 Einzelstationen bestehende seismische Messanlage PS19 befindet, die zum internationalen seismischen Kontrollnetz gehört.
Zusätzlich zu den fest installierten Infraschallstationen stehen vier mobile Infraschall-Messanlagen zur Verfügung, um an beliebigen Orten Infraschallmessungen durchführen zu können. Eine erste Bewährungsprobe bestanden diese Systeme im Mai 2002 bei einem Einsatz bei Blaubeuren, als es um die Klärung des Zusammenhangs zwischen Infraschall und dem Brummton-Phänomen ging.

## Natürliche Infraschallquellen
Niederfrequente Wellen, die zum Beispiel bei Erdbeben, Vulkaneruptionen, Meteoritenfall, Polarlichtern oder durch hohen Seegang entstehen, können sich in der Luft über große Entfernungen bis zu mehreren tausend Kilometern ausbreiten.
Infraschallereignisse im Zusammenhang mit Wettererscheinungen und Seegang werden Mikrobarome genannt.
Wind erzeugt Infraschall, wenn er böig oder verwirbelt ist.
Der Fallwind in den Alpen, genannt Föhn, ist eine Infraschallquelle im Bereich von 0,01 bis 0,1 Hz. Für Auswirkungen des damit verbundenen Infraschalls auf den Menschen gibt es keine Beweise.
Der Donner bei Gewittern kann von Infraschallwellen begleitet sein. Eine Besonderheit sind Sprites im Zusammenhang mit nächtlichen Sommergewittern: Hier ist in mehr als 70 Prozent der Fälle Infraschall festgestellt worden.

## Künstliche Quellen

### Windkraftanlagen

#### Überblick
Windkraftanlagen strahlen ein breites Schallspektrum ab. Die emittierte Leistung beträgt einige Watt, von denen etwa 20 bis 50 Milliwatt auf den hörbaren Schallanteil entfallen. Infraschall entsteht vor allem bei Windkraftanlagen mit Strömungsabriss-Regelung („Stall“ und „Active-Stall“). In geringem Maße erzeugen auch moderne Anlagen mit Pitch-Regelung Infraschall; dieser ist bereits in geringer Entfernung von den Anlagen nicht mehr wahrnehmbar. Diese Entfernung ist deutlich geringer als die Entfernung, die die TA Lärm in Deutschland zwischen Windkraftanlagen und Bebauung festlegt. Seit Mitte der 1990er Jahre gingen Hersteller von der Stall-Regelung zur Pitchregelung über, seit ca. 2009 werden in Deutschland praktisch ausschließlich pitch-geregelte Anlagen installiert. Verglichen mit anderen künstlichen Quellen wie Autos oder Flugzeugen geben Windkraftanlagen nur wenig Infraschall ab. Bei PKWs liegen die gemessenen Infraschall-Pegel im Innenraum bei einer Geschwindigkeit von 130 km/h um mehrere Größenordnungen über den an Windkraftanlagen gemessenen Werten.
Windkraftanlagen liefern keinen wesentlichen Beitrag zum Vorkommen von Infraschall in der Umwelt; die von ihnen erzeugten Infraschallpegel liegen deutlich unterhalb der menschlichen Wahrnehmungsschwellen. Es existieren keine wissenschaftlichen Erkenntnisse, die vermuten lassen, dass von Infraschall in diesem Pegelbereich schädliche Wirkungen ausgehen. Wissenschaftlicher Konsens ist, dass der von Windkraftanlagen ausgehende schwache Infraschall keinen gesundheitsschädlichen Einfluss hat. Für bisweilen geäußerte Befürchtungen, dass von Infraschall Gesundheitsgefahren ausgehen, gibt es keine wissenschaftlich belastbaren Belege. In der öffentlichen und medialen Debatte werden verschiedene Krankheitsbilder wie „Wind Turbine Syndrome“, „Vibro Acoustic Disease“ oder „Visceral Vibratory Vestibular Disturbance“ benutzt, von denen aber keines wissenschaftlich bzw. diagnostisch anerkannt ist.
Krankheitssymptome, die dem Infraschall von Windkraftanlagen zugeschrieben werden, gelten als „kommunizierte Krankheit“, die von wenigen Ausnahmen abgesehen erst nach 2008 gemeldet wurden, als Anti-Windkraft-Gruppen damit begonnen hatten, Windkraftanlagen als gesundheitsschädlich darzustellen. In diesem Jahr wurde von der Kinderärztin Nina Pierpont in einem im Selbstverlag herausgegebenen Buch ein „Windturbinensyndrom“ postuliert, das anschließend in der Öffentlichkeit z. T. stark rezipiert wurde. In der wissenschaftlichen Debatte wird diese Arbeit sowie die darin aufgestellte Hypothese wegen gravierender methodischer Fehler verworfen. So basiert die Untersuchung auf Angaben von 38 Anwohnern von Windkraftanlagen, die von Pierpont übers Internet angeworben wurden. Es fanden nur 23 Telefongespräche statt; die Symptome von 15 weiteren Personen wurden ausschließlich durch Dritte telefonisch übermittelt.
Unter anderem die Landesanstalt für Umwelt Baden-Württemberg weist darauf hin, dass die Emissionen einer einzelnen Großanlage bereits nach 300 bis 500 Metern die menschliche Wahrnehmungsschwelle unterschreiten, die ihrerseits mehrere Größenordnungen unterhalb von gefährlichen Schallleistungen liegt. Das Bayerische Landesamt für Umwelt veröffentlichte 2014 ein Papier zu dem Thema.
Die Landesanstalt für Umwelt, Messungen und Naturschutz Baden-Württemberg (LUBW) führte von 2013 bis 2015 in einem Langzeitprojekt systematische Messungen an gängigen modernen Windkraftanlagen mit Nennleistungen zwischen 1,8 MW und 3,2 MW sowie weiteren technischen und natürlichen Infraschallquellen durch. Im Februar 2015 wurde ein Zwischenbericht hierzu publiziert. Demnach liegt der Infraschall auch im Nahbereich der Anlagen mit Abständen von 150 m bis 300 m deutlich unterhalb der Wahrnehmungsschwelle. Bei laufenden Anlagen lag der Infraschallpegel bei 55 dB(G) bis 80 dB(G), während der Infraschallpegel bei abgeschalteten Anlagen nur durch natürliche Quellen bei 50 dB(G) bis 75 dB(G) lag. Die Frequenzbewertung in dB(G) bezeichnet einen bewerteten Schalldruckpegel mit einer Filterfunktion G und ist in ISO 7196 (1995) festgelegt. Die Filterfunktion G nimmt eine Frequenzbewertung im Spektralbereich von etwa 10 Hz bis 25 Hz vor.
Bei 700 m Abstand ist der Infraschallpegel bei eingeschalteten Anlagen nur unwesentlich höher als bei ausgeschalteten Anlagen, da der Großteil des Infraschalls durch den Wind selbst verursacht wird. Zudem ergaben die Messungen, dass nachts der Infraschallpegel deutlich absank, da wichtige Infraschallquellen wie der Verkehr abnahmen. Der vom Verkehr verursachte Infraschallpegel lag im Bereich der Wohnbebauung mit 55 dB(G) bis 80 dB(G) und damit auf genau dem gleichen Niveau wie der Infraschallpegel von Windkraftanlagen, die im Abstand von 150 m bis 300 m gemessen wurden. Zudem ergaben die Messungen, dass Windkraftanlagen wie auch andere Schallquellen gemäß TA Lärm beurteilt werden können. Wenn die Genehmigungsgrundlagen eingehalten werden, sind von Windkraftanlagen keine negativen Auswirkungen durch Schallemissionen zu erwarten.
Nach Messungen und Modellrechnungen liegt in 500 m Entfernung von einer Windkraftanlage der Infraschall um das Tausendfache unter der menschlichen Wahrnehmungsschwelle.

#### Fehlerhafte Studie der BGR (2009)
Öffentliche Aufmerksamkeit erlangte eine 2009 auf Basis älterer Messdaten publizierten Studie der Bundesanstalt für Geowissenschaften und Rohstoffe (BGR): In dieser 2021 zur Korrektur zurückgezogenen Arbeit kamen die Autoren zu dem Ergebnis, die Schallemissionen von (damaligen) Windenergieanlagen seien oberhalb von 600 kW Leistung im Frequenzbereich um 1 Hz in Entfernungen von über 10 km nachweisbar. Zudem ermittelten die Autoren Infraschallpegel von mehr als 100 Dezibel und damit weitaus höhere Werte als andere Untersuchungen wie z. B. von der Physikalisch-Technischen Bundesanstalt, die im Bereich von 60 Dezibel liegen. Diese Zahlen wurden wiederholt von verschiedenen Medien aufgegriffen und insbesondere häufig von Gegnern der Windenergie als Beleg für eine Gesundheitsschädlichkeit von Windkraftanlagen angeführt.
Im April 2021 gab die BGR bekannt, dass es in der Arbeit einen „systematischen Fehler“ gebe und deshalb die Infraschallwerte tatsächlich um 36 Dezibel niedriger als ursprünglich angegeben seien. Dies entspricht einer Korrektur um mehrere Zehnerpotenzen, da jeder Anstieg um 10 Dezibel eine Verzehnfachung der Schallenergie bedeutet. Aufgefallen sei der Fehler „in der Folge eines fachlichen Austausches mit der Physikalisch-Technischen Bundesanstalt (PTB)“ im März 2021, worauf eine interne Überprüfung eingeleitet worden sei. Drei Monate zuvor hatte die BGR die Überprüfung der Physikalisch-Technischen Bundesanstalt noch als Bestätigung für die sachliche Korrektheit ihrer eigenen Arbeit angeführt. Im Februar 2021 wies die BGR die weiter zunehmende Kritik an der Studie erneut zurück und teilte der taz mit, dass die Abweichungen um das Mehrtausendfache bei den Ergebnissen der BGR und anderen Organisationen auf „unterschiedliche Herangehensweisen bei den Messungen und Auswertungen“ schließen lasse.
Martin Hundhausen, Professor für Physik an der Universität Erlangen, kritisierte, dass die BGR zudem eine deutlich leistungsstärkere Windkraftanlage vermessen habe als angegeben und die Umrechnung in Frequenzspektren fehlerhaft sei. Insgesamt gebe die BGR um den Faktor 10.000 zu hohe Infraschallwerte an. Diesen Fehler hätte die BGR bemerken müssen, denn eine derart große Diskrepanz sei „physikalisch absolut ausgeschlossen“. Laut taz waren die ermittelten Zahlen der BGR sogar physikalisch unmöglich, denn diese hätten bedeutet, dass Windkraftanlagen mehr Energie in Form von Infraschall abstrahlen würden als insgesamt über das gesamte Schallspektrum (Infraschall inklusive).
Weitere Kritik äußerte der Bayreuther Umweltwissenschaftler Stefan Holzheu. Nachdem ihm Ungereimtheiten aufgefallen seien, habe er seit dem Frühling 2020 insgesamt 18 E-Mails an den Erstautor der Studie verschickt, um die Ergebnisse von Forscher zu Forscher zu klären. Darauf habe die BGR erst ausweichend geantwortet, dann den Kontakt abgebrochen und schließlich bei Holzheus Vorgesetztem mit rechtlichen Schritten gedroht. Diese seien letztendlich aber nicht eingeleitet worden.
Nach Aufdeckung des Fehlers entschuldigte sich der zuständige Bundesminister Peter Altmaier öffentlich für die von der BGR verbreiteten Falschinformationen, auch die BGR gab schließlich den Fehler zu.

### Industrie und Verkehr
Eine wichtige Infraschallquelle ist ebenfalls der Verkehr (s. o.). Insbesondere im Innenraum von PKW treten hohe Infraschallpegel von 100 bis 105 dB auf, was die höchsten Werte in einer 2013 bis 2015 durchgeführten Langzeitstudie waren und andere Infraschallquellen um mehrere Größenordnungen übertraf.
Auch Industrieanlagen erzeugen (permanent oder bei bestimmten Vorgängen) tieffrequente Geräusche. Rüttelmaschinen, Mahlwerke, Webstühle oder Luftauslässe mit langen Rohren oder angeschlossenen Kanälen sind nachweisliche Infraschallquellen. Wenn sich langwellige Schallwellen als stehende Welle in einem geschlossenen Raum aufschaukeln oder wenn Gebäudebauteile (etwa eine weitgespannte Geschossdecke) in Resonanz geraten, kann dies gar sehr deutlich wahrnehmbar sein und bei lang anhaltender Einwirkung auch gesundheitliche Probleme bei einer sensiblen Personengruppe verursachen.
Ober- und unterirdische Explosionen sowie Raketenstarts erzeugen Infraschall, der über weite Entfernung zum Nachweis und zur Ortung verwendet werden kann.
Der Überschallknall von Flugzeugen hat auch eine Infraschallkomponente, die sich weiter ausbreitet als der hörbare Schall.
Großstädte, insbesondere bei hoher und dichter Bebauung, entwickeln ein Infraschallfeld, welches sich weit ausbreitet und lokal intensiver sein kann. In der Stadt ist das Verkehrsaufkommen besonders konzentriert und zahlreiche hochaufragende Gebäude mit Fassaden aus Stein und Glas reflektieren und führen zu Interferenz. Bürogebäude sind mit Klima- und Lüftungsanlagen ausgestattet. Dies kann besonders in den Sommermonaten zusätzlich beitragen, dass sich in der Stadt Infraschall entwickelt, wobei sich die einzelnen Quellen überlagern. Insbesondere in den ruhigen Nachtstunden ist die niederfrequente Schallkomponente von Großstädten über große Entfernungen zu hören, auch der Infraschallanteil trägt weit. 
Die Orgelpfeifen eines 64-Fuß-Registers einer Orgel erzeugen in der tiefsten Oktave (Subsubkontraoktave) Töne im Infraschallbereich. Bei einem voll ausgebauten 64-Fuß-Register hat der tiefste Ton, das Subsubkontra-C, eine Frequenz von 8,2 Hz (Näheres hier).
Es gibt Infraschalldetektoren für Alarmanlagen, die Infraschallemissionen bei einbruchstypischen Handlungen erfassen können.

### Haushalt
Infraschallquellen im Privathaushalt sind z. B. Waschmaschine, Kühlschrank und Öl- und Gasheizungen. Die höchsten Infraschallpegel treten bei Waschmaschinen im Schleudergang auf, wobei teilweise die Wahrnehmungsschwelle überschritten wird.